# Divya Bharti
Divya Bharti (Hindi: दिव्या भारती ) of Divya Bharati (Bombay, 25 februari 1974 - aldaar, 5 april 1993) was een populaire Indiaas actrice. Ze werd vooral begin jaren 90 bekend als actrice in Hindi-, Tamil- en Telugu-films.

## Biografie
Bharti werd geboren als het oudere kind van Meeta en Om Parkash Bharti op 25 februari 1974, in Mumbai. Ze had een jongere broer genaamd Kunal. Bharti stopte met haar scholing op 16-jarige leeftijd om een carrière in de Indiase filmwereld te maken.
Ze maakte haar filmdebuut op de leeftijd van 16 met de Telugu film Bobbili Raja (1990) wat een hit werd. Haar doorbraak in Bollywood was met de film Vishwatma. Deze film was op zich geen grote hit, maar Bharti's talent werd er wel door opgemerkt door het lied Saat Samundar, dat op haar personage gebaseerd was. Datzelfde jaar verschenen nog veel andere Hindifilms met haar erin. Dit bezorgde Divya de reputatie van de meest veelbelovende nieuwkomer.
In mei 1992, trouwde Bharti in het geheim met filmproducent Sajid Nadiadwala. Ze nam het islamitische geloof aan, en nam hierbij ook haar nieuwe (islamitische) naam Sana Nadiadwala aan. Bharti trouwde in het geheim om problemen met familie te voorkomen, maar ook omdat ze haar carrière in de filmwereld niet wilde beëindigen.
Ondanks dat de personages die Bharti belichaamde niet veel van elkaar verschilden, was zij erg populair. Men speculeerde dat ze de nieuwe Sridevi - een zeer succesvolle actrice in de jaren 80 en 90 - zou zijn, omdat Bhartis gezichtskenmerken erg veel op die van Sridevi leken.
Bharti stierf een tragische dood toen ze op 3 april 1993 in Mumbai uit het raam van haar appartement op de 5de verdieping viel. De oorzaak waarom Bharti uit het raam gevallen is, is onbekend. In 1998 heeft de politie haar zaak gesloten en ingeschreven als zelfmoord.
Tot de dag van vandaag is er geen zekerheid over Bharti's zaak. Sommigen speculeren dat ze in een dronken bui op de vensterbank zat en daardoor uit het raam viel, anderen zeggen dat haar echtgenoot, Nadiadwala, ermee te maken zou hebben.

## Filmografie
| Jaar | Film                 | Rol                  | Taal   | Notitie                                                            |
| ---- | -------------------- | -------------------- | ------ | ------------------------------------------------------------------ |
| 1990 | Bobbili Raja         | Rani                 | Telugu |                                                                    |
| 1990 | Nila Pennae          | Surya                | Tamil  |                                                                    |
| 1991 | Rowdy Alludu         | Rekha                | Telugu |                                                                    |
| 1991 | Naa Ille Naa Swargam | Lalitha              | Telugu |                                                                    |
| 1991 | Assembly Rowdy       | Jyothi/Pooja         | Telugu |                                                                    |
| 1992 | Vishwatma            | Kusum                | Hindi  |                                                                    |
| 1992 | Dil Ka Kya Kasoor    | Seema/Shalini Saxena | Hindi  |                                                                    |
| 1992 | Dharma Kshetram      | Mythili              | Telugu |                                                                    |
| 1992 | Shola Aur Shabnam    | Divya Thapar         | Hindi  |                                                                    |
| 1992 | Deewana              | Kaajal               | Hindi  |                                                                    |
| 1992 | Jaan Se Pyaara       | Sharmila             | Hindi  |                                                                    |
| 1992 | Balwaan              | Deepa                | Hindi  |                                                                    |
| 1992 | Dushman Zamana       | Seema                | Hindi  |                                                                    |
| 1992 | Dil Aashna Hai       | Laila/Sitara         | Hindi  |                                                                    |
| 1992 | Geet                 | Neha                 | Hindi  |                                                                    |
| 1992 | Dil Hi To Hai        | Bharati              | Hindi  |                                                                    |
| 1992 | Chittemma Mogudu     | Chittemma            | Telugu |                                                                    |
| 1993 | Kshatriya            | Tanvi Singh          | Hindi  |                                                                    |
| 1993 | Tholi Muddhu         | Divya                | Telugu | release na overlijden, rol werd deels gespeeld door actrice Rambha |
| 1993 | Rang                 | Kajal                | Hindi  |                                                                    |
| 1993 | Shatranj             | Renu                 | Hindi  |                                                                    |
| 1993 | Aadmi                | Sharmila P. Singh    | Hindi  |                                                                    |

- Gemeinsame Normdatei: 138437572
- International Standard Name Identifier: 0000 0000 6188 586X
- Library of Congress Control Number: no2019048237
- Virtual International Authority File: 89978969